# AFNUS
AFNUS ist in der Privatkundenlogistik ein Sammelbegriff für nicht zustellbare Sendungen.
Der Begriff AFNUS ergibt sich aus folgenden Abkürzungen
- Annahme verweigert (Der Empfänger verweigerte die Abnahme der Sendung.)
- Falsche Adresse (Aufgrund einer fehlerhaften Adresse kann die Sendung nicht zugestellt werden.)
- Nicht erreicht (Der Empfänger war nicht erreichbar, und eine Abgabe bei einer Ersatzadresse bzw. bei einem Ersatzempfänger war auch nicht möglich.)
- Umsortierfehler (Die Sendung wurde zur falschen Weiterleitungsstelle versendet.)
- Schadhafte Ware (Die Ware bzw. die Verpackung ist beschädigt.)

Oft werden solche Waren in Zentraldepots der Versandunternehmen bearbeitet.